# 斑光蟾魚
斑光蟾魚（学名：Porichthys notatus），為輻鰭魚綱蟾魚目蟾魚科的其中一種，分布於東太平洋區，從美國阿拉斯加州至墨西哥下加利福尼亞半島海域，棲息深度可達366公尺，本魚尾鰭窄圓，胸鰭寬，體黃褐色到青銅色，側邊灰白具有一個金黃色的條紋在腹面上;眼睛下面的白色間隔具有一個黑色的下新月形狀，在上頜骨的後緣白色，幼魚有一個背部有一深色鞍狀斑，背鰭硬棘2枚，背鰭軟條33-37枚，臀鰭軟條30-35枚，體長可達38公分，為底棲性魚類，棲息在潮間帶區域，屬肉食性，以甲殼類及魚類為食。

## 外部連結
斑光蟾魚的圖片 （页面存档备份，存于）